# Geschichte der Auswuchttechnik
Die Geschichte der Auswuchttechnik beginnt etwa in der Mitte des 19. Jahrhunderts. Bis Mitte des 19. Jahrhunderts war das Auswuchten zunächst noch kein bekanntes Verfahren. Die einzigen Ausnahmen von dieser Regel waren Wind- und Wassermühlen, die große Räder verwendeten, die statisch ausgewuchtet werden mussten, um eine gleichbleibende Qualität des Mahlguts zu gewährleisten. Erst im Laufe der Industriellen Revolution kamen immer neue rotierende Systeme hinzu, die in vielen Bereichen der Industrie an Bedeutung gewannen, für die im Laufe der Zeit immer bessere auswuchttechnische Verfahren entwickelt wurden.

## Vorgeschichte
Die eingangs beschriebenen, auswuchttechnischen Eingriffe waren für das einwandfreie Funktionieren der Wind- und Wassermühlen notwendig, da Unwuchten in den Rädern oder Messern, die diese Komponenten bewegten, unweigerlich zu Schwankungen führten, die die Qualität des Mahlguts beeinträchtigten. Wenn diese Unwuchten nicht behoben wurden, konnten sie mit der Zeit zu viel schwerwiegenderen Ausfällen führen, die nicht selten den Stillstand der Mühlen zur Folge hatten, insbesondere im Fall von Wassermühlen.
So manch ein Mühlenauswuchtmechaniker hüllte dessen Praktiken in eine Aura des Mysteriösen ein und fügte dem Auswuchtprozess viele unnötige esoterische Elemente hinzu, so dass diese Leute anfingen, als Magier des Gleichgewichts und nicht als das, was sie tatsächlich waren, wahrgenommen zu werden, nämlich als Mechaniker, welche Anpassungen vornahmen.

## Die Industrielle Revolution
Die industrielle Revolution brachte viele radikale Veränderungen für die  Auswuchttechnik mit sich, aus der sich allmählich eine Auswuchtindustrie entwickeln sollte, da die Technologien, die in dieser Zeit entwickelt wurden, in fast allen, von rotatorischer Antriebsbewegung betroffenen Branchen am Markt Fuß fassten und in der industrialisierten Welt im großen Maßstab zur Anwendung kamen. Das Auswuchten spielte insbesondere für die Dampfmaschine, Dampfturbine, den Verbrennungsmotor und den Elektromotor eine wichtige Rolle.

### Auswuchttechnik für die neuen rotierenden Systeme

#### Grundlegendes
Die Technik des Auswuchtens wurde immer parallel zur Entwicklung der Antriebssysteme betrieben und passte sich in jedem Schritt ihren Bedürfnissen an. Zu einer Zeit, als Mühlräder die schnellsten Maschinen waren, war keine komplexe Auswuchttechnik erforderlich. Stattdessen erledigten die Zentrifugalkraft und Zentripetalkraft sowie nach den Gesetzen der Maschinendynamik platzierte Ausgleichsmassen die Arbeit.
Mit der Entwicklung der Technologie haben sich auch die Techniken und Werkzeuge zum Auswuchten weiterentwickelt. So wurden Ende der 20er-Jahre die meisten ausgleichenden Eingriffe nach Erfahrungswerten durchgeführt. Ein Beispiel für eine Technik, die damals bei Auswuchteingriffen verwendet wurde, ist die Verwendung eines Geräts, das ein Stück Kreide auf das rotierende Teil aufbringt, um Unwuchten zu markieren. Die Stelle, an der es zum ersten Mal die Kreide berührte, war der höchste Punkt, und als das geprüfte Rad oder Teil ausgewuchtet war, nahm die Kreidemarkierung zu. Wenn die Kreide eine durchgehende Linie auf dem rotierenden Teil markierte, wurde der Auswuchtvorgang als erfolgreich angesehen.
Im Laufe der Zeit wurden die Auswuchtgeräte auf dem Markt jedoch immer komplexer und präziser, so dass auch die Auswuchteingriffe an Genauigkeit zunahmen.
Es tauchten auch Auswuchtmaschinen auf, die mechanische Resonanzen nutzten, doch ihre Kalibrierung erforderte eine sehr sorgfältige Arbeit, die mit höchster Präzision durchgeführt werden musste, um die erwarteten Ergebnisse zu erzielen.

#### Die ersten Versionen von Radwuchtmaschinen
Die Geschichte der Radwuchtmaschinen begann mit der Erfindung des ersten Generators durch das deutsche Unternehmen Siemens im Jahr 1866. Vier Jahre später meldete der kanadische Erfinder Henry Martinson das erste Patent für ein Auswuchtsystem an, das die Auswuchtindustrie begründete.
Später, im Jahr 1907, entwickelte Franz Lawaczeck eine neuartige Auswuchtmaschine, die er unter dem Namen „Rotationsmassenausgleichsvorrichtung“ patentieren ließ. Ein Jahr später, 1908, schloss Carl Schenck mit Franz Lawaczeck einen Lizenzvertrag zur Nutzung seiner Technologie. 1915 baute Carl Schenck mit der Technik von Franz Lawaczeck die erste zweiseitige Auswuchtmaschine, die der Auswuchtindustrie einen großen Schritt nach vorne brachte.
Die von Schenck entwickelte Auswuchtvorrichtung wurde in der Reparaturindustrie bis 1940 bei den meisten Auswuchteingriffen zum Standard und durch die zahlreichen technologischen Fortschritte optischer und mechanischer Messverfahren hat sich die Genauigkeit dieser Eingriffe deutlich erhöht. So konnte mit dem Lawaczeck-Modell eine sehr feine Wuchtgenauigkeit erreicht werden, die einer Schwerpunktverlagerung von nur 0,001 mm entspricht.

#### Die erste dynamische Radwuchtmaschine
Die erste dynamische Radauswuchtmaschine wurde 1945 von Marcellus Merrill in den Merrill Engineering Laboratories in Englewood, Colorado, erfunden. Zum Zeitpunkt seiner Erfindung wurden die meisten Auswuchtvorgänge bei Kraftfahrzeugrädern durchgeführt, indem das Rad zerlegt und ein statisches Auswuchten durchgeführt wurde, ohne es zu drehen.
Die Idee von Marcellus Merrill war, den Auswuchtvorgang durchzuführen, ohne das Rad aus dem Fahrzeug zu entfernen. Dazu hob der Erfinder das Auto mit Hilfe eines Wagenhebers an, drehte das Rad mit hoher Geschwindigkeit und analysierte seine Schwingungen bei abnehmender Drehzahl.
Die Schwingungen des Rades wurden von einem am Boden platzierten elektronischen Gerät überwacht, das mit einem Magneten an der vorderen Stoßstange des Fahrzeugs befestigt wurde. Das Signal der Kamera löste ein Stroboskoplicht aus, sodass das Rad stillzustehen schien. Dieses Licht zeigte an, wo die Ausgleichsmasse hinzugefügt werden sollte. Das Signal half auch, das Gewicht der Ausgleichsmasse zu bestimmen, das hinzugefügt werden musste.
Zum Drehen der Vorderräder wurde eine spezielle Vorrichtung verwendet, die mit einem Elektromotor die erforderliche Drehzahl erreichte, und zum Drehen der Hinterräder wurde der Motor des Fahrzeugs verwendet.
Die Erfindung der Radauswuchtmaschine nach Merrill wird von den IEEE Milestones (Institute of Electrical and Electronics Engineers) und von der American Society of Mechanical Engineers als „Meilenstein“ in der technologischen Entwicklung der Automobilindustrie wahrgenommen und gilt als eine bedeutende Innovation im Bereich  der Automobilindustrie.